# Eurytoma levidensis
Eurytoma levidensis är en stekelart som beskrevs av Bugbee 1945. Eurytoma levidensis ingår i släktet Eurytoma och familjen kragglanssteklar. Inga underarter finns listade i Catalogue of Life.